# Timothy John Killeen
Timothy John Killeen ( 1952 – ) es un botánico, ecólogo, agrostólogo, y profesor estadounidense.
Es doctor en Botánica, Universidad Estatal de Iowa, es un biólogo de la conservación, con una agenda de investigación desarrollada a lo largo de su carrera, empezando con la taxonomía vegetal y la ecología, y desarrolló esfuerzos para utilizar la tecnología de la teleobservación a la diversidad biológica y documentar el impacto de la deforestación sobre la biodiversidad y las emisiones de gases de efecto invernadero. En la actualidad es investigador senior de Conservation International y reside en Santa Cruz de la Sierra, Bolivia.

## Algunas publicaciones
- g.j. Harper, m.k. Steininger, y. Talero, m. Sanabria, t.j. Killeen, l.a. Solorzano. 2007. Deforestation Assessments Across the Andes. Disponible en : Sci.conservation.org 1 de mayo de 2007

- t.r. Baker, o.l. Phillips, y. Malhi, s. Almeida, l. Arroyo, a. di Fiore, t.j. Killeen, s.g. Laurance, w.f. Laurance, s.l. Lewis, j. Lloyd, a. Monteagudo, d.a Neill, s. Patiño, n.c.a. Pitman, j.n.m. Silva, r. Vasquez-Martinez. 2004. Variation in wood density determines spatial patterns in Amazonian forest biomass. Global Change Biology 10: 545 – 562

- m.k. Steininger, c.j. Tucker, p. Ersts, t.j. Killeen, z. Villegas, s.b. Hecht. 2001. Clearance and fragmentation of tropical deciduous forest in the Tierras Bajas, Santa Cruz, Bolivia. Conservation Biology 15: 127 – 134

- d.n. Smith, t.j. Killeen. 1998. A comparison of the structure and composition of montane and lowland tropical forest in the Serranía Pilón Lajas, Beni, Bolivia. En F. Dallmeier & J.A. Comiskey (Eds.), Forest Biodiversity in North, Central and South America and the Caribbean: Research and Monitoring. Man and the Biosphere Series, no. 22. pp. 681 – 700. Carnforth, UK: UNESCO, The Parthenon Publishing Group

### Libros
- ---------------, m. Douglas, t. Consiglio, p.m. Jørgensen. 2007a. Wet spots and dry spots in the Andean Hotspot, the link between regional climate variability and biodiversity. J. of Biogeopgraphy. En prensa

- ---------------, v. Calderon, l. Soria, b. Quezada, m.k. Steininger, g. Harper, l.a. Solórzano, c.j. Tucker. 2007b. Thirty Years of Land-Cover Change in Bolivia. AMBIO. En prensa

- t.a. Cochrane, t.j. Killeen, o. Rosales. 2007. Agua, Gas y Agroindustria: La Gestión Sostenible de la Riego Agrícola en Santa Cruz, Bolivia. La Paz, Bolivia: Conservation International. 159 pp.

- ---------------, t.m. Siles, l. Soria, l. Correa, n. Oyola. 2005. La Estratificación de vegetación y el cambio de uso de suelo en Las Yungas y El Alto Beni de La Paz. En P.M. Jorgenson, M.J. Macía, T.J. Killeen & S.G. Beck (Eds.), Estudios Botánicos de la Región de Madidi, Ecología en Bolivia, Nº Especial 40: 32 – 69

- anthony Jardim, timothy j. Killeen, Alfredo Fuentes. 2003. Guía de los árboles y arbustos del Bosque Seco Chiquitano, Bolivia. Ed. Fan. 324 pp. ISBN	9990566275

- 1989. The grasses of Chiquitanía, Santa Cruz, Bolivia. Ed. Iowa State University. 288 pp.

- t.j. Killeen, s.g. Beck, e. Garcia. 1993. Guía de Árboles de Bolivia. La Paz, Bolivia. Ed. Herbario Nacional de Bolivia & Missouri Botanical Garden. 958 pp.

- 1978. Intergeneric crossability barriers in the Triticeae. Ed. Kansas State University. 138 pp.

## Honores

### Epónimos
- (Poaceae) Digitaria killeenii A.S.Vega & Rúgolo[2]

- La abreviatura «Killeen» se emplea para indicar a Timothy John Killeen como autoridad en la descripción y clasificación científica de los vegetales.[3]